# پاتریک بسون
پاتریک بسون (فرانسوی: Patrick Besson‎) زادهٔ ۱ ژوئن ۱۹۵۶) یک روزنامه‌نگار، و رمان‌نویس اهل فرانسه است.

## زندگی‌نامه
وی از پدری نیمه روس و مادری کروات به دنیا آمد. وی نخستین رمان خویش «Early Mornings of Love» در سال ۱۹۷۴ در سن ۱۷ سالگی به چاپ رساند. بیسون به عنوان یک هوادار کمونیسم، با روزنامه L'Humanité به عنوان مترجم همکاری نمود. بسون صربستان را در جنگ‌های یوگسلاو پشتیبانی نمود که موجب تنش با دیگر روشنفکران همچون میشل پولاک، رومن گوپیل و دیدیه دنینک شد.

## جوایز
وی برای «Dara» برنده جایزه بزرگ رمان فرهنگستان فرانسه (۱۹۸۵) و برای «Braban» برنده جایزه رنودو (۱۹۹۵) شده‌است.